# کلان‌زبان
کلان‌زبان (به انگلیسی: macrolanguage) یک سازوکار نگهداری کتاب برای کدهای بین‌المللی زبان ایزو ۶۳۹ است. کلان‌زبان‌ها برای کمک به نگاشت میان مجموعه‌های مختلف کدهای زبان ایزو ایجاد شده‌اند. کلان‌زبان در بر گیرنده گونه‌های زبانی مرزی است که می‌توان آن‌ها را هم به عنوان گویش‌های متفاوتی از یک زبان و هم به عنوان زبان‌های بسیار نزدیک به هم (زنجیره گویشی) تلقی کرد. این همچنین ممکن است شرایطی را دربر گیرد که گونه‌های متفاوت زبانی بر اساس ملاحظات قومی، فرهنگی و سیاسی، یک گونه زبانی محسوب شوند. با این حال این روش دسته‌بندی به‌طور یکسان اعمال نمی‌شود.
برای نمونه چینی کلان‌زبانی است که زبان‌های بسیاری را در بر می‌گیرد که اغلب نسبت به یکدیگر دارای فهم متقابل نیستند اما زبان‌های «آلمانی معیار»، «آلمانی بایرنی» و سایر زبان‌های آلمانی مرتبط که دارای فهم متقابل هستند، یک کلان‌زبان را تشکیل نمی‌دهند. نمونه‌های دیگر شامل فارسی تاجیکی که بخشی از کلان‌زبان فارسی نیست و اردو و هندی که با وجود درک متقابل بالا کلان‌زبانی را تشکیل نمی‌دهند، هستند. حتی گویش‌های هندی در این سامانه به عنوان زبان‌های مجزایی ثبت شده‌اند. اساساً، ایزو ۶۳۹-۲ و ایزو ۶۳۹-۳ از معیارهای متفاوتی برای تقسیم گونه‌های زبان به چند زبان استفاده می‌کنند، ۶۳۹–۲ بیشتر از سامانه‌های نوشتاری و ادبیات مشترک استفاده می‌کند در حالی که ۶۳۹–۳ بر درک متقابل و واژگان مشترک تمرکز دارد. کلان‌زبان‌ها در مجموعه کد ایزو ۶۳۹–۳ وجود دارند تا نگاشت میان دو مجموعه آسان‌تر شود.

## فهرست کلان‌زبان‌ها
این جدول فقط شامل داده‌های رسمی از اینجا است.
| ایزو ۶۳۹–۱ | ایزو ۶۳۹–۲ | ایزو ۶۳۹–۳ | شمار زبان‌ها       | نام کلان‌زبان                          |
| ---------- | ---------- | ---------- | ----------------- | ------------------------------------- |
| ak         | aka        | aka        | ۲                 | زبان اکانی                            |
| ar         | ara        | ara        | ۲۹ + ۱ بازنشسته   | زبان عربی                             |
| ay         | aym        | aym        | ۲                 | زبان آیمارا                           |
| az         | aze        | aze        | ۲                 | زبان ترکی آذربایجانی                  |
| (-)        | bal        | bal        | ۳                 | زبان بلوچی                            |
| (-)        | bik        | bik        | ۸ + ۱ بازنشسته    | Bikol language                        |
| (-)        | (-)        | bnc        | 5                 | Bontok language                       |
| (-)        | bua        | bua        | ۳                 | زبان بوریاتی                          |
| (-)        | chm        | chm        | ۲                 | زبان ماری (روسیه)                     |
| cr         | cre        | cre        | ۶                 | زبان کری                              |
| (-)        | del        | del        | 2                 | Delaware language                     |
| (-)        | den        | den        | 2                 | Slavey language (آتاپاسکی)            |
| (-)        | din        | din        | 5                 | Dinka language                        |
| (-)        | doi        | doi        | ۲                 | زبان دوگری                            |
| et         | est        | est        | ۲                 | زبان استونیایی                        |
| fa         | fas/per    | fas        | ۲                 | زبان فارسی                            |
| ff         | ful        | ful        | ۹                 | زبان فولانی                           |
| (-)        | gba        | gba        | ۶ + ۱ بازنشسته    | Gbaya language (جمهوری آفریقای مرکزی) |
| (-)        | gon        | gon        | ۳ + ۱ بازنشسته    | زبان گوندی                            |
| (-)        | grb        | grb        | 5                 | Grebo language                        |
| gn         | grn        | grn        | ۵                 | زبان گوارانی                          |
| (-)        | hai        | hai        | 2                 | Haida language                        |
| (-)        | hmn        | hmn        | ۲۵ + ۱ بازنشسته   | زبان همونگ                            |
| iu         | iku        | iku        | ۲                 | اینوکتیتوت                            |
| ik         | ipk        | ipk        | ۲                 | زبان اینوپیات                         |
| (-)        | jrb        | jrb        | ۵                 | زبان یهودی-عربی                       |
| kr         | kau        | kau        | ۳                 | زبان کانوری                           |
| (-)        | (-)        | kln        | 9                 | Kalenjin languages                    |
| (-)        | kok        | kok        | ۲                 | زبان کونکانی                          |
| kv         | kom        | kom        | ۲                 | زبان کومی                             |
| kg         | kon        | kon        | ۳                 | زبان کنگوئی                           |
| (-)        | kpe        | kpe        | 2                 | Kpelle language                       |
| ku         | kur        | kur        | ۳                 | زبان‌های کردی                          |
| (-)        | lah        | lah        | ۷ + ۱ بازنشسته    | زبان‌های لندا                          |
| lv         | lav        | lav        | ۲                 | زبان لتونیایی                         |
| (-)        | (-)        | luy        | 14                | Luyia language                        |
| (-)        | man        | man        | ۶ + ۱ بازنشسته    | Manding languages                     |
| mg         | mlg        | mlg        | ۱۱ + ۱ بازنشسته   | زبان مالاگاسی                         |
| mn         | mon        | mon        | ۲                 | زبان مغولی                            |
| ms         | msa/may    | msa        | ۳۶ + ۱ بازنشسته   | زبان مالایی                           |
| (-)        | mwr        | mwr        | ۶                 | زبان مارواری                          |
| ne         | nep        | nep        | ۲                 | زبان نپالی                            |
| no         | nor        | nor        | ۲                 | زبان نروژی                            |
| oj         | oji        | oji        | ۷                 | زبان اوجیبوی                          |
| or         | ori        | ori        | ۲                 | زبان اوریه                            |
| om         | orm        | orm        | ۴                 | زبان اورومو                           |
| ps         | pus        | pus        | ۳                 | زبان پشتو                             |
| qu         | que        | que        | ۴۳ + ۱ بازنشسته   | زبان‌های کچوا                          |
| (-)        | raj        | raj        | ۶                 | زبان راجستانی                         |
| (-)        | rom        | rom        | ۷                 | زبان رومانی                           |
| sq         | sqi/alb    | sqi        | ۴                 | زبان آلبانیایی                        |
| sc         | srd        | srd        | ۴                 | زبان ساردنیایی                        |
| sw         | swa        | swa        | ۲                 | زبان سواحلی                           |
| (-)        | syr        | syr        | ۲                 | زبان سریانی                           |
| (-)        | tmh        | tmh        | ۴                 | زبان طوارقی                           |
| uz         | uzb        | uzb        | ۲                 | زبان ازبکی                            |
| yi         | yid        | yid        | ۲                 | زبان ییدیش                            |
| (-)        | zap        | zap        | ۵۷ + ۱ بازنشسته   | Zapotec language                      |
| za         | zha        | zha        | ۱۶ + ۲ بازنشسته   | زبان‌های ژوانگ                         |
| zh         | zho/chi    | zho        | ۱۶                | زبان چینی                             |
| (-)        | zza        | zza        | ۲                 | زازاکی                                |
| ۳۳         | ۵۸         | ۶۲         | ۴۴۰ + ۱۳ بازنشسته | کل کدها                               |
| ایزو ۶۳۹–۱ | ایزو ۶۳۹–۲ | ایزو ۶۳۹–۳ | شمار زبان‌ها       | نام کلان‌زبان                          |